# غرين كلاي سميث
غرين كلاي سميث (بالإنجليزية: Green Clay Smith)‏ هو محامي وضابط وسياسي أمريكي، ولد في 4 يوليو 1826 في الولايات المتحدة، وتوفي في 29 يونيو 1895 في نفس البلد. حزبياً، نشط في حزب المنع. وقد انتخب Governor of Montana Territory ‏ (13 يوليو 1866 – 9 أبريل 1869) وانتخب عضو مجلس النواب الأمريكي.